# Aphelocoma insularis
Aphelocoma insularis là một loài chim trong họ Corvidae.